# Canthidium aurichalceum
Canthidium aurichalceum là một loài bọ cánh cứng trong họ Bọ hung (Scarabaeidae).